# Leioproctus rectangulatus
Leioproctus rectangulatus är en biart som först beskrevs av Cockerell 1910.  Leioproctus rectangulatus ingår i släktet Leioproctus och familjen korttungebin. Inga underarter finns listade i Catalogue of Life.